# My Way
"My Way"는 프랭크 시나트라의 노래로, 원곡은 1967년 프랑스 노래 "Comme d'habitude"이다. "My Way"는 커버된 횟수가 두 번째로 많은 노래로 알려져 있다.

## 인증
| 국가                       | 인증 | 판매량/출하량 |
| -------------------------- | ---- | ------------- |
| 이탈리아 (FIMI)            | 골드 | 15,000*       |
| 영국 (BPI)                 | 골드 | 991,563       |
| *판매량을 기반으로 한 인증 |      |               |